# Сімейка придурків (фільм)
«Сімейка придурків» (англ. The Stupids) — комедійний фільм 1996 року.

## Сюжет
Містер і місіс Придурок з двома дітьми, хлопчиком і дівчинкою, жили в своєму будиночку, і лише одне затьмарювало їх радісне існування — хтось викрадав ночами їх сміття. Цілу ніч просидів відважний містер Придурок в засідці і вистежив сміттєву машину. Став шпигувати за нею на роликових ковзанах. Слід привів його на смітник, де якісь чини американської армії, скривджені недостатньою увагою країни до їхніх заслуг, продавали зброю злочинцям, революціонерам і терористам з усього світу. Військові приймають його за агента ФБР і починають на нього полювання. Діти, виявивши зникнення тата, звернулися в поліцію, залишивши мамі записку. Мама вирішила, що дітей взяли в заручники поліцейські.

## У ролях
| Актор            | Роль                  |
| ---------------- | --------------------- |
| Том Арнольд      | Стенлі Придурок       |
| Джессіка Ланді   | Джоан Придурок        |
| Баг Холл         | Бастер Придурок       |
| Алекс МакКенна   | Петунія Придурок      |
| Марк Меткалф     | полковник Нейдермеєр  |
| Метт Кіслар      | лейтенант Ніл         |
| Скотт Крафт      | поліцейський          |
| Віктор Ертманіс  | сміттяр 1             |
| Ерл Вільямс      | сміттяр 2             |
| Джордж Чіанг     | китайський офіціант 1 |
| Макс Лендіс      | художник графіті      |
| Керол Нг         | господиня             |
| Артур Енг        | китайський офіціант 2 |
| Дженніфер Дін    | покоївка              |
| Гаррі Роббінс    | дуже високий хлопець  |
| Ніку Бранзеа     | покупець зброї 1      |
| Річард Крук      | покупець зброї 2      |
| Гуріндер Чадха   | репортер 1            |
| Мік Гарріс       | репортер 2            |
| Джеремі Речфорд  | солдат                |
| Девід Кроненберг | поштовий супервайзер  |
| Крістофер Лі     | Злий Відправник       |